# 민구홍
민구홍은 대한민국의 편집인이다. 중앙대학교와 미국 시적 연산 학교에서 문학과 언어학을 공부했다. 안그라픽스를 거쳐 ‘워크룸’에서 편집자로 일하면서 ‘민구홍매뉴팩처링’을 운영하고 있다. 파주타이포그라피학교(PaTI)에서는 학생들과 학교 위키 ‘피읖’을 만들고, ‘무엇을 어떻게 왜’라는 이름으로 위키 항목, 안내문, 작품 논문 등을 쓰고 편집하는 법을 가르쳤다.